# Песчанка (Евпатория)
Песчанка (до 1948 года Джета-Майнак, также Джага-Майнак; укр. Піщанка, крымскотат. Cağa Moynaq, Джагъа Мойнакъ) бывшее село городского округа Евпатория (согласно административно-территориальному делению Украины — Евпаторийский горсовет Автономной Республики Крым), включённое в состав пгт Заозёрное, сейчас — район Песчаной улицы на западе посёлка.

## История
Впервые в исторических документах хутор Джагомайнак отмечен на трехверстовой карте 1865—1876 года. Встречается в «Памятной книге Таврической губернии 1889 года», согласно которой в деревне Джага-Майнак Чотайской волости числилось 14 двора и 84 жителя. Следующее упоминание — в Списке населённых пунктов Крымской АССР по Всесоюзной переписи 17 декабря 1926 года, согласно которому в селе Джага-Майнак, Богайского сельсовета Евпаторийского района, числилось 13 дворов, из них 11 крестьянских, население составляло 72 человека, из них 39 немцев и 33 русских. Обозначен, как Джага-Майнак, на карте южного Крыма 1936 года и, как Джета-Майнак, на двухкилометровке РККА 1942 года. В 1944 году, после освобождения Крыма от фашистов, 12 августа 1944 года было принято постановление № ГОКО-6372с «О переселении колхозников в районы Крыма» и в сентябре 1944 года в район приехали первые новосёлы (150 семей) из Киевской и Каменец-Подольской областей, а в начале 1950-х годов последовала вторая волна переселенцев из различных областей Украины. С 25 июня 1946 года Джета-Майнак в составе Крымской области РСФСР. Указом Президиума Верховного Совета РСФСР от 18 мая 1948 года, Джета-Майнак переименовали в Песчанку. 26 апреля 1954 года Крымская область была передана из состава РСФСР в состав УССР. На 1960 год село входило в состав Ромашкинского сельсовета. 1 января 1965 года, указом Президиума ВС УССР «О внесении изменений в административное районирование УССР — по Крымской области», Евпаторийский район был упразднён и село включили в состав Сакского (по другим данным — 11 февраля 1963 года). К 1968 году Песчанка передана в Уютненский сельский совет, а к 1977 году переподчинена Евпаторийскому горсовету и включена в состав Заозёрного.